# Raymond Louviot
Raymond Louviot (Granges, Suïssa, 17 de desembre de 1908 - Dunkerque, 14 de maig de 1969) va ser un ciclista francès al qual anomenaven Laripette. Després de dos anys a la categoria d'aficionats va passar a professional entre 1931 i 1949. En aquests anys aconseguí una quarantena de victòries, sent les més importants el Campionat de França en ruta de 1934 i dues etapes del Tour de França.
Després de la seva carrera com a ciclista passà a ser director esportiu de l'equip Ford-Gitane.
Era l'avi de Philippe Louviot, ciclista entre 1985 i 1995.

## Palmarès
- 1931
  - 1r a la París-Contres
- 1932
  - 1r a Fury-le-Cantal
- 1933
  - 1r al Gran Premi de les Nacions
  - 1r al Circuit de Midi i vencedor d'una etapa
  - 1r del Circuit de l'Allier
  - 1r del Gran Premi de Châteaurenard
- 1934
  -  Campió de França en ruta
  - Vencedor d'una etapa al Tour de França
- 1935
  - 1r del Trofeu Colimet
  - Vencedor d'una etapa a la París-Niça
- 1936
  - 1r a la París-Sedan
- 1937
  - 1r de la París-Soissons
  - 1r al Tour del Sud-oest i vencedor d'una etapa
  - 1r del Circuit de Deux-Sèvres i vencedor de 2 etapes
- 1938
  - 1r a la París-Rennes
  - 1r al Critèrium de la Suïssa Romanya
- 1939
  - 1r del Circuit de les Muntanyes de Roanne
  - Vencedor d'una etapa al Tour de França
- 1940
  - 1r del Critèrium de França
- 1941
  - 1r de la París-Nantes
  - 1r del Gran Premi de l'Auto
- 1946
  - 1r a Entrants-sur-Nohain
- 1947
  - 1r al GP Ouest France-Plouay

### Resultats al Tour de França
- 1934. 12è de la classificació general i vencedor d'una etapa
- 1938. 26è de la classificació general
- 1939. 29è de la classificació general i vencedor d'una etapa

### Resultats al Giro d'Itàlia
- 1932. 24è de la classificació general